# ネルソン・アトキンス美術館
ネルソン・アトキンス美術館（ネルソン・アトキンスびじゅつかん、The Nelson-Atkins Museum of Art）はミズーリ州カンザスシティにある美術館である。

## 沿革
『カンザス・シティ・スター』紙の創設者であるウィリアム・ロックヒル・ネルソンにより創設された。ネルソンは1915年に亡くなるが、彼の妻と娘が亡くなった後の財産は公共のために美術品を購入するようにとの遺言を残した。
1911年には投資家の未亡人であったメアリー・アトキンスが30万ドルを美術館建設のために寄付。その資産を運用したため、1927年の時点では70万ドルに増えていた。別々の人物からの遺産があったため、当初は二つの美術館の建設が計画されていた。しかしながら財団の理事たちは二つの資金を1つにまとめることにし、1つの美術館を建設することにした。
建物はカンザスシティの建築事務所ワイト・アンド・ワイトがボザール様式で設計した。建設は1930年7月から始まり、1933年12月11日に開館した。
この美術館は1983年に「ネルソン・アトキンス美術館」と名前が改められるまでは、2つの部分で構成されていた。それまで西翼はアトキンス・ミュージアム・オブ・ファイン・アート、東翼とロビーはウィリアム・ロックヒル・ネルソン・ギャラリー・オブ・アートと呼ばれていた。
ウィリアム・ロックヒル・ネルソンは個人コレクションの寄贈ではなく寄付をしたために、学芸員たちは美術館のために幅広い美術品を収集することができた。大恐慌の時代、多くの美術品が売りに出されたが、買い手の数は少数であった。そのためネルソン・アトキンス美術館のバイヤーたちにとってコレクションを拡大する大きな機会が開け、この美術館は短期間の間にアメリカでも最も大きなコレクションを持つ美術館のひとつとなった。

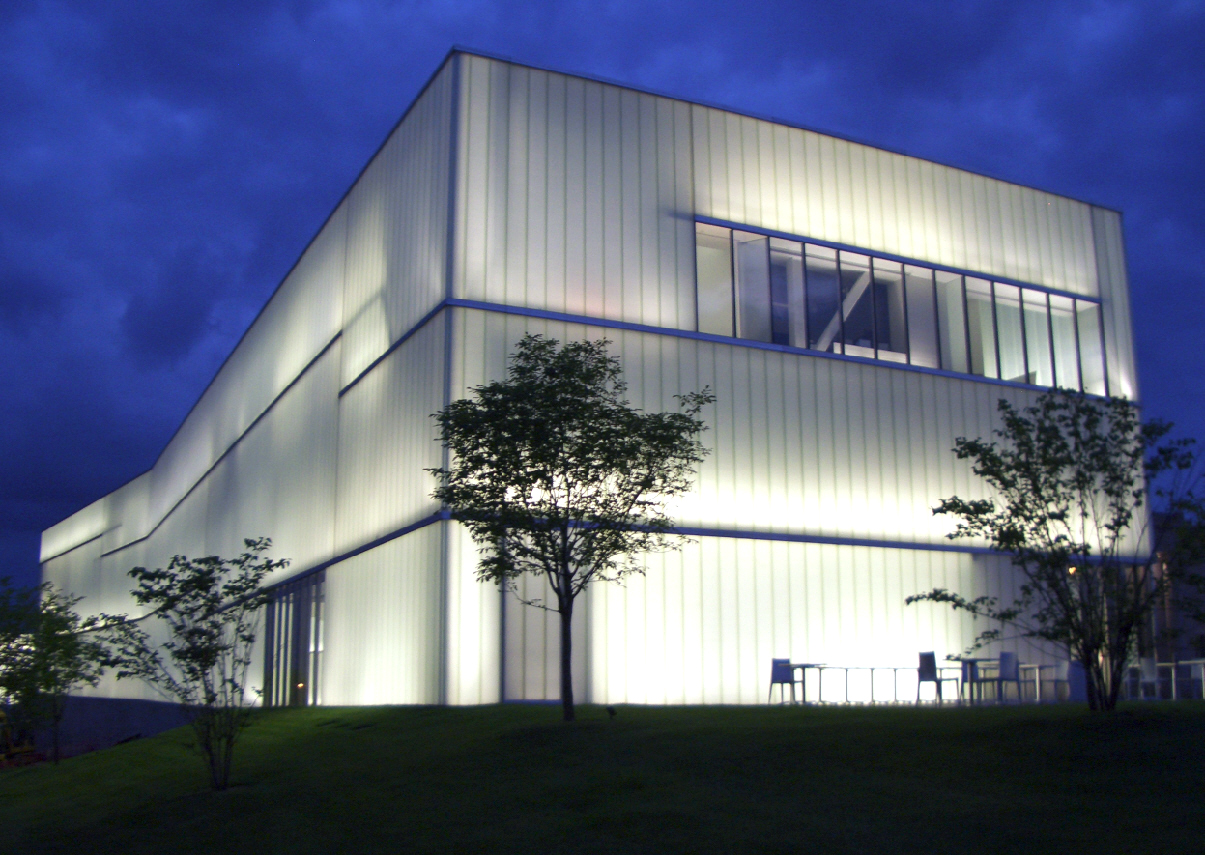
増築されたブロック・ビルディング (Bloch Building)

1999年に増築のためのコンペが行われ、スティーヴン・ホールの設計で2007年6月にオープンした。

## コレクション

### ヨーロッパの絵画
質の高いヨーロッパ絵画のコレクションを有している。その中にはミケランジェロ・メリージ・ダ・カラヴァッジオ、ジャン・シメオン・シャルダン、ペトルス・クリストゥス、エル・グレコ、グエルチーノ、アレッサンドロ・マニャスコ、ジュゼッペ・バッツァーニ、ジュゼッペ・チェーザリ、ガスパーレ・トラヴェルシ、ジュリアーノ・ブジャルディーニ、ティツィアーノ、レンブラント、ピーテル・パウル・ルーベンスなどがある。印象派からはギュスターヴ・カイユボット、エドガー・ドガ、クロード・モネ、カミーユ・ピサロ、フィンセント・ファン・ゴッホなどがある。
後期ゴシック及び初期ルネサンスからはヤコポ・デル・カセンティーノ、ジョヴァンニ・ディ・パオロとその工房、ベルナルド・ダッディとその工房、ロレンツォ・モナコ、ゲラルド・スタルニーナ、ロレンツォ・ディ・クレディなど。ドイツ及びオーストリアからはマックス・ベックマン、カール・ホファー、エミール・ノルデ、エルンスト・ルートヴィヒ・キルヒナー、オスカー・ココシュカなど。

ヨーロッパの絵画
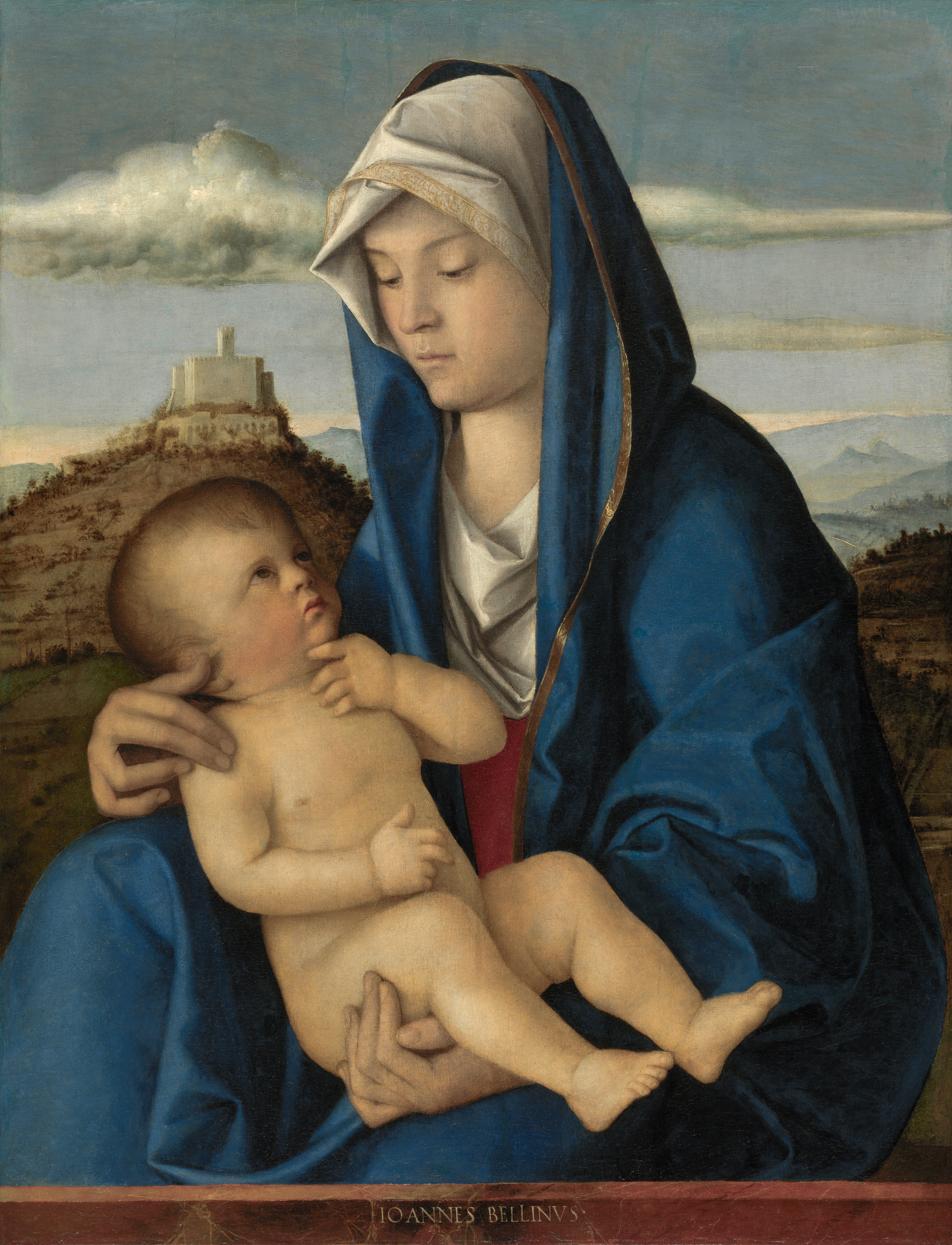
ジョヴァンニ・ベッリーニ 『聖母子』1485年頃
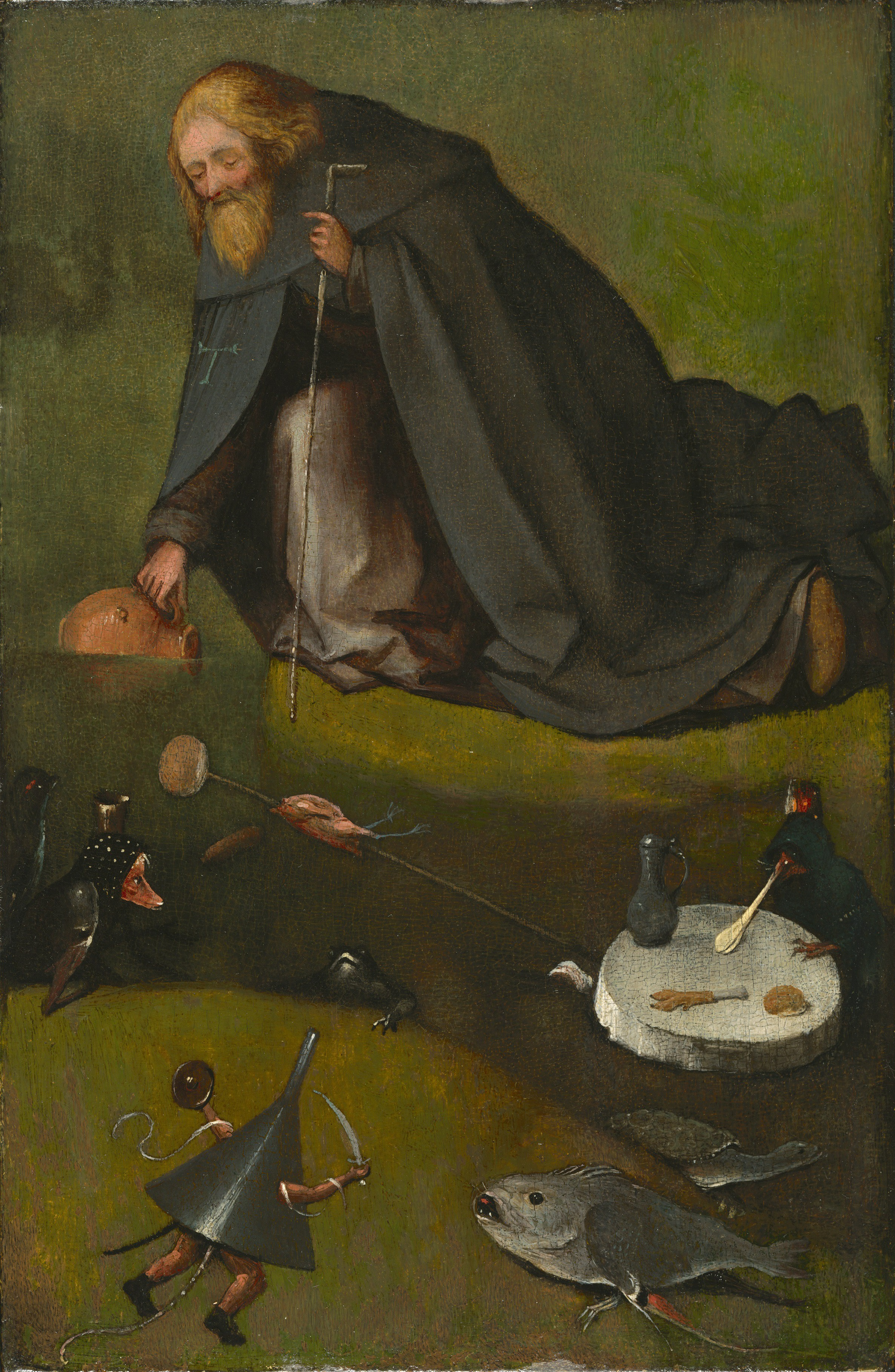
ヒエロニムス・ボス 『聖アントニウスの誘惑』1500年-1510年頃
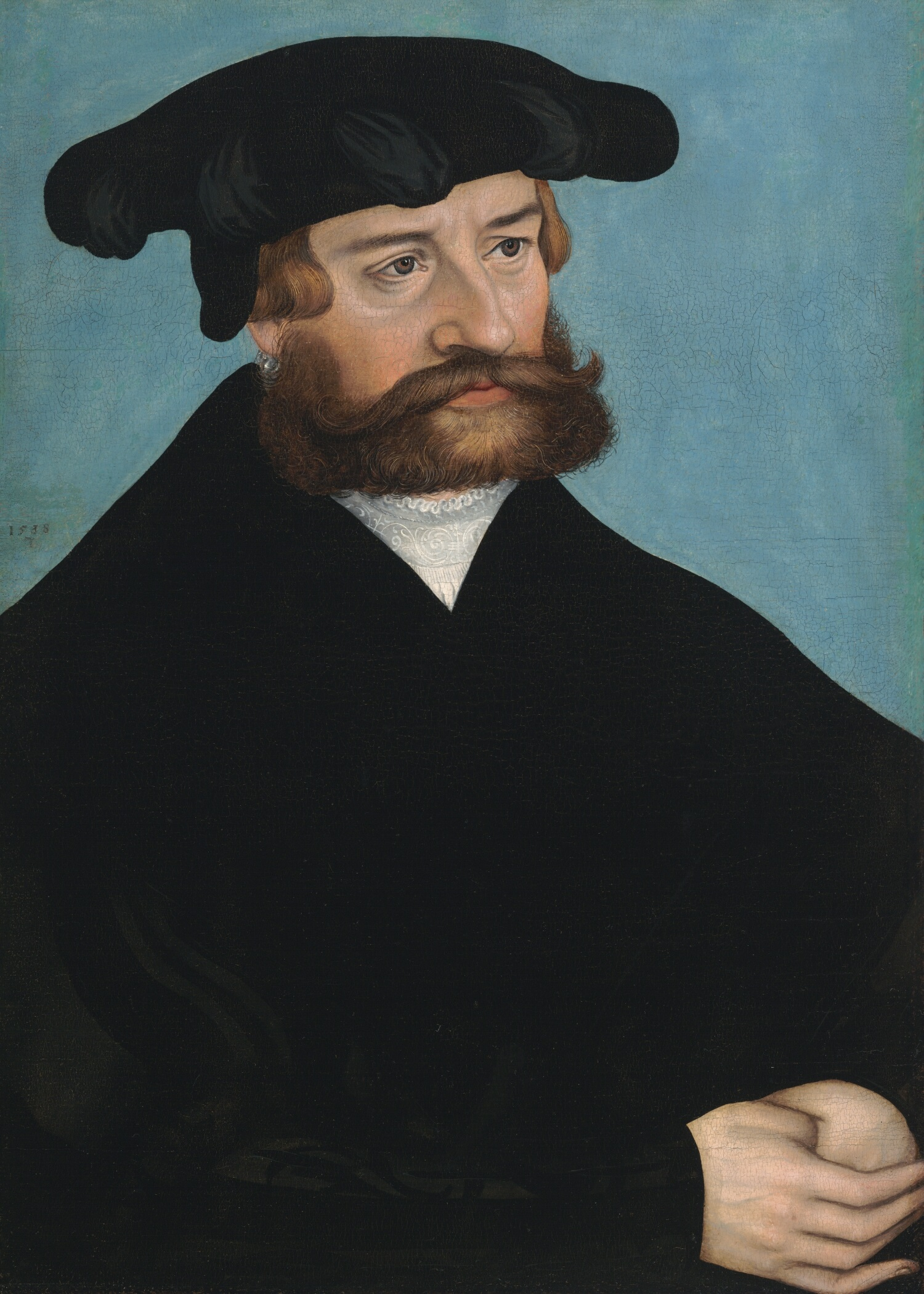
ルーカス・クラナッハ (子) 『男の肖像』（1538年）
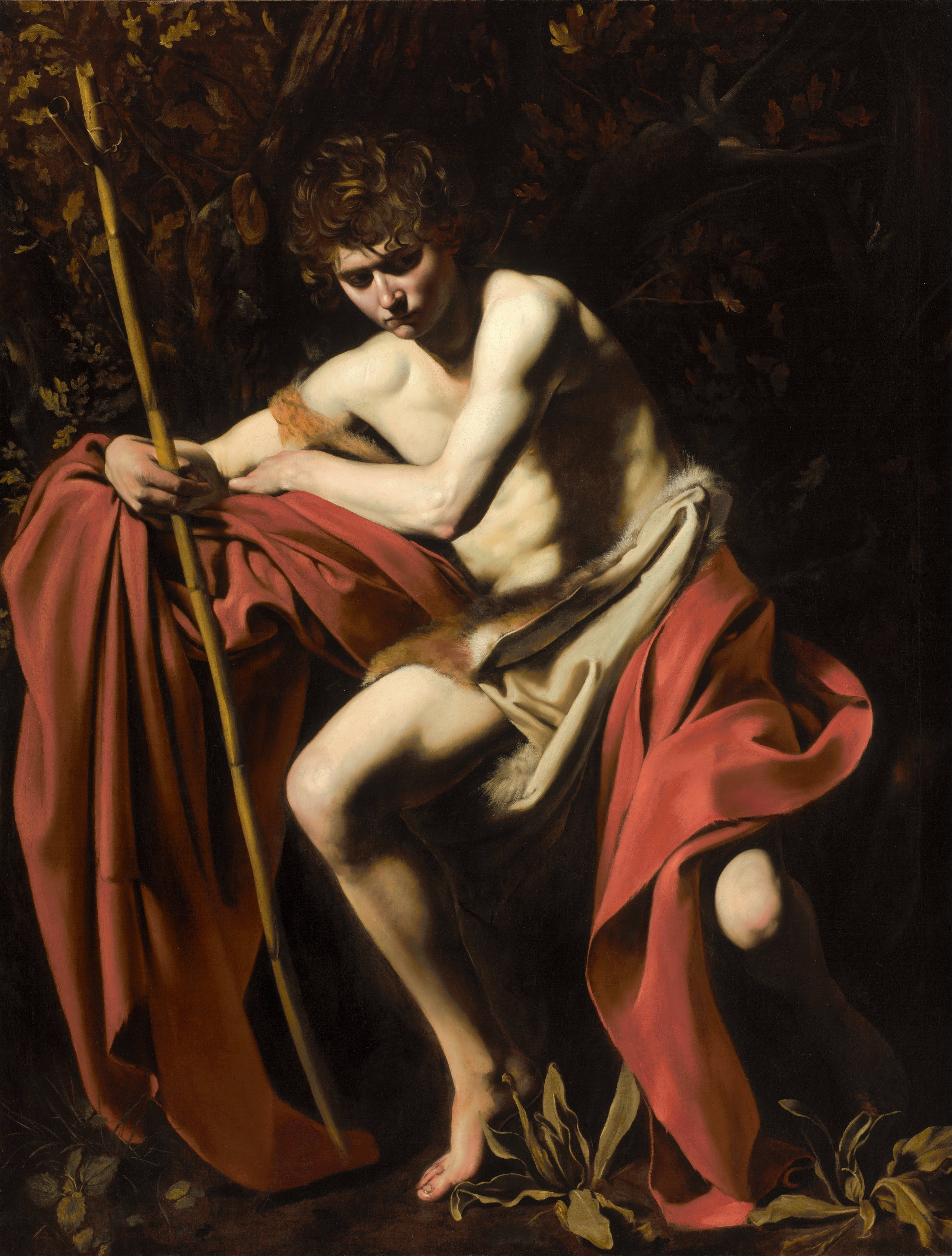
ミケランジェロ・メリージ・ダ・カラヴァッジオ 『荒野の洗礼者聖ヨハネ』1604年⁻1605年
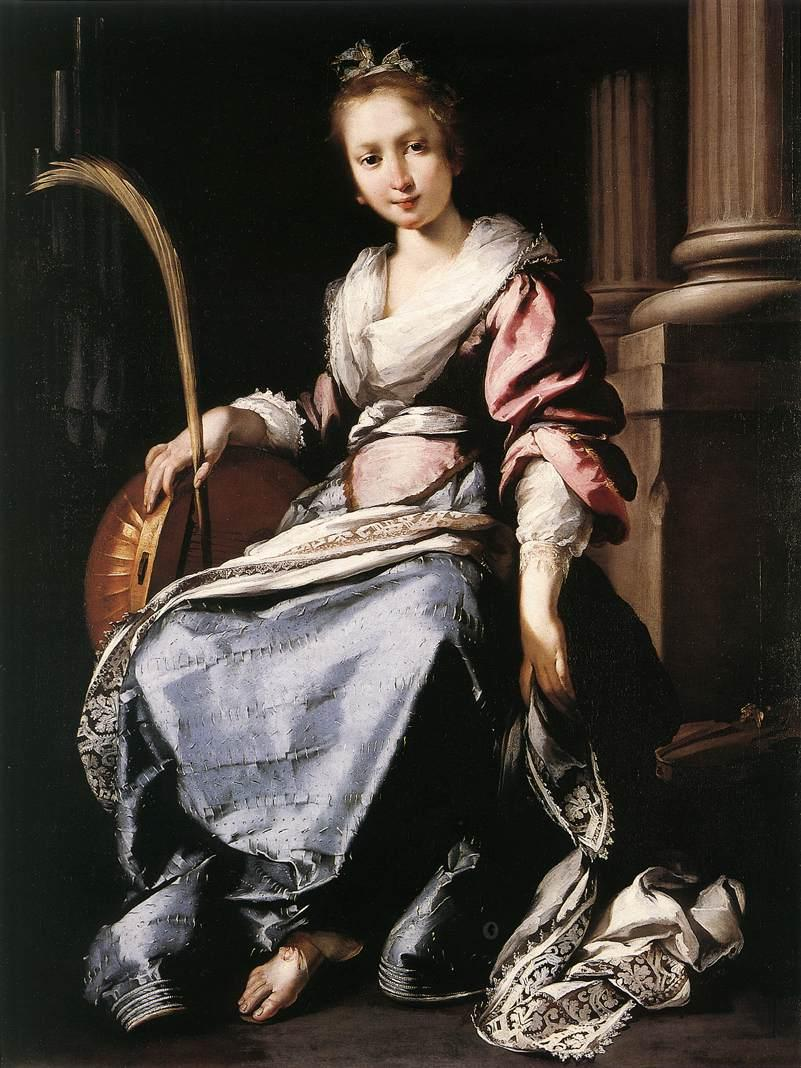
ベルナルド・ストロッツィ 『聖チェチリア』1620年⁻1625年頃
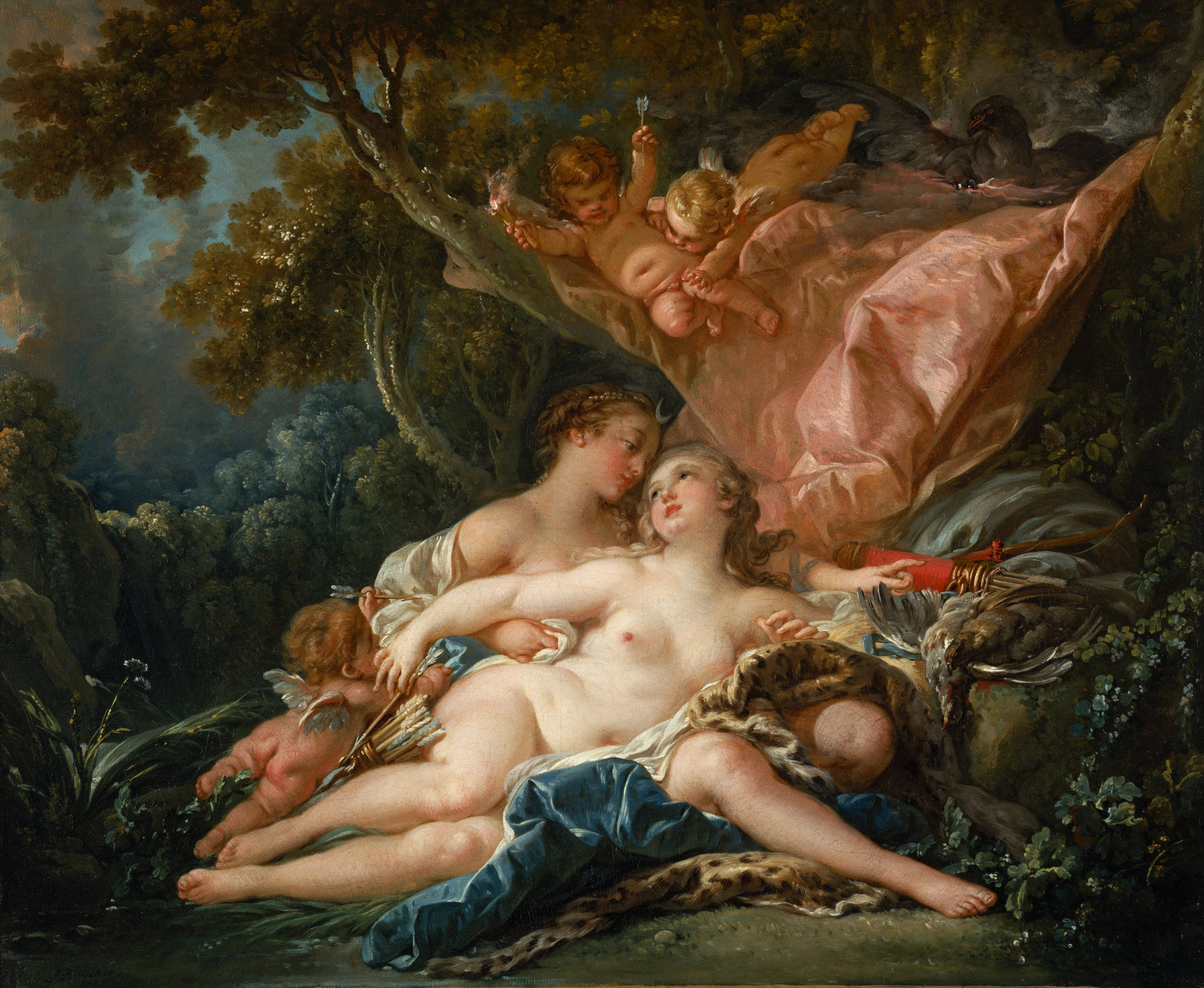
フランソワ・ブーシェ 『ユピテルとカリスト』1759年
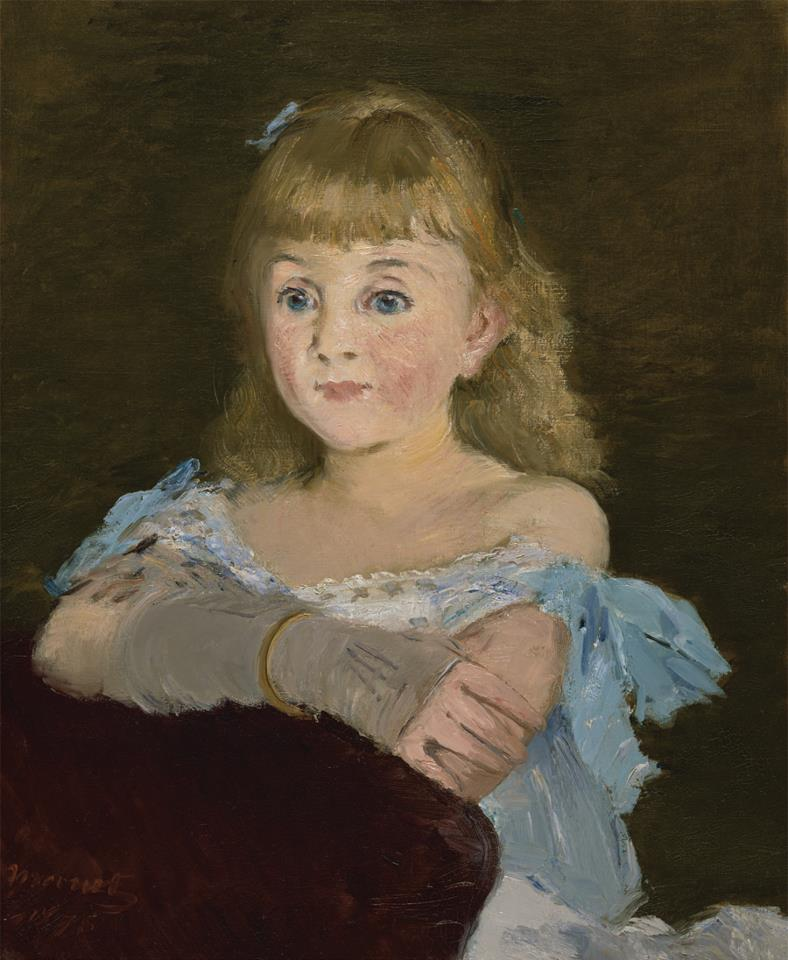
エドゥアール・マネ 『リサ・カンピネーニュの肖像』1878年
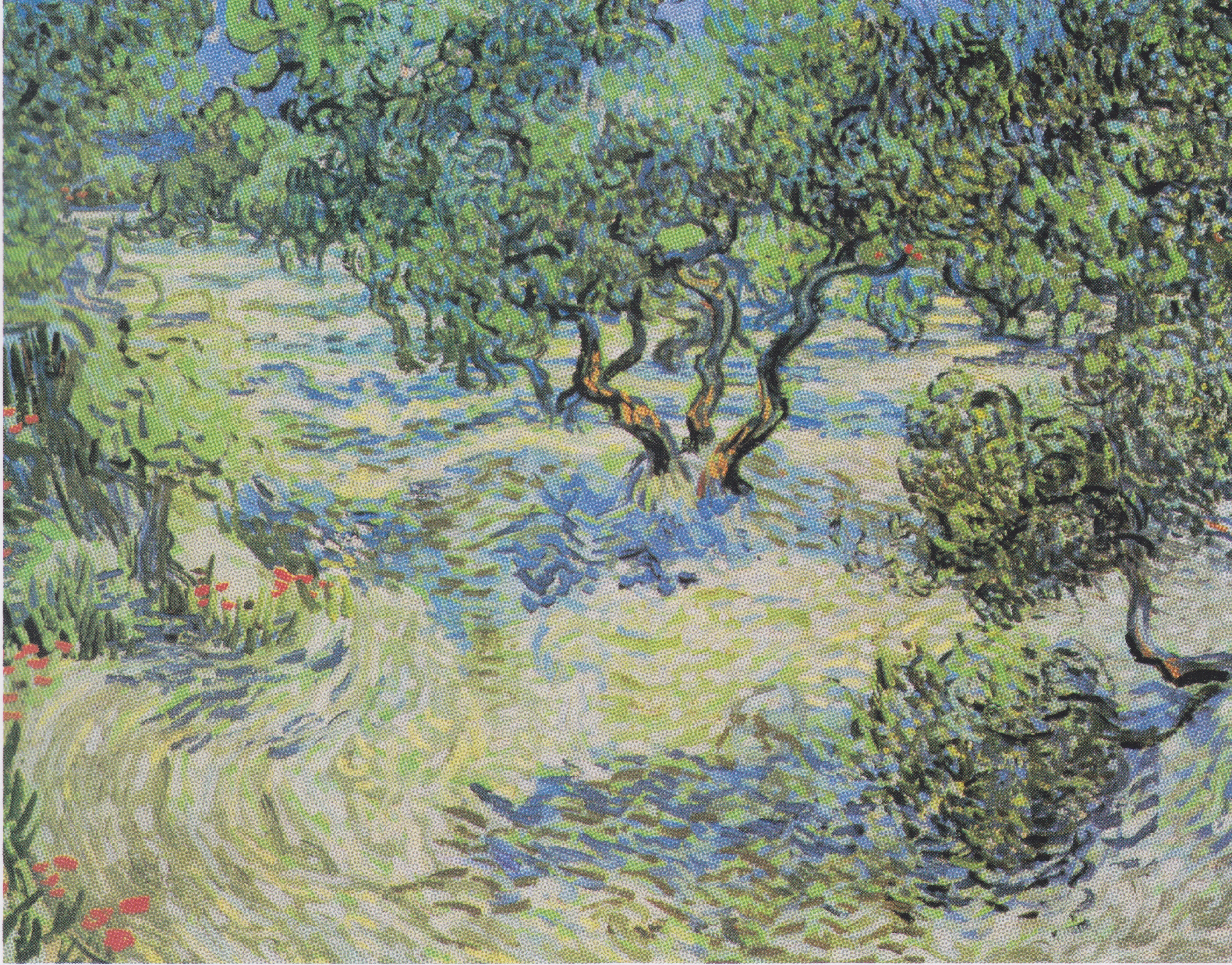
フィンセント・ファン・ゴッホ 『オリーブの林』1889年

### アジア
ネルソン・アトキンス美術館はアジア美術でも非常に名高い。特に中華帝国時代のコレクションが充実している。その他にもインド、イラン、インドネシア、東南アジアの美術品も所蔵している。日本の美術品も多く、葛飾北斎、歌川広重を含む浮世絵版画500点以上のほか、狩野探幽、酒井抱一、円山応挙、尾形光琳、池大雅また鎌倉時代からの工芸品もある。
- 葛飾北斎 「諸国名橋奇覧 ゑちぜんふくゐの橋」 横大判
- 池大雅 「呉江大観」 紙本着色

### アメリカの絵画
アメリカの作品には、最大規模のトーマス・ハート・ベントンのコレクションがある。その他 ジョージ・ベローズ、ジョージ・ケイレブ・ビンガム、フレデリック・エドウィン・チャーチ、ジョン・シングルトン・コプリー、トマス・エイキンズ、ウィンスロー・ホーマー、 ジョン・シンガー・サージェントがある。
コンテンポラリー・アートにはウィレム・デ・クーニング、フェアフィールド・ポーター、ウェイン・ティーボー、リチャード・ディーベンコーン、アグネス・マーティン、ブリジット・ライリー、アルフレッド・ヤンセンスの作品がある。

アメリカの絵画
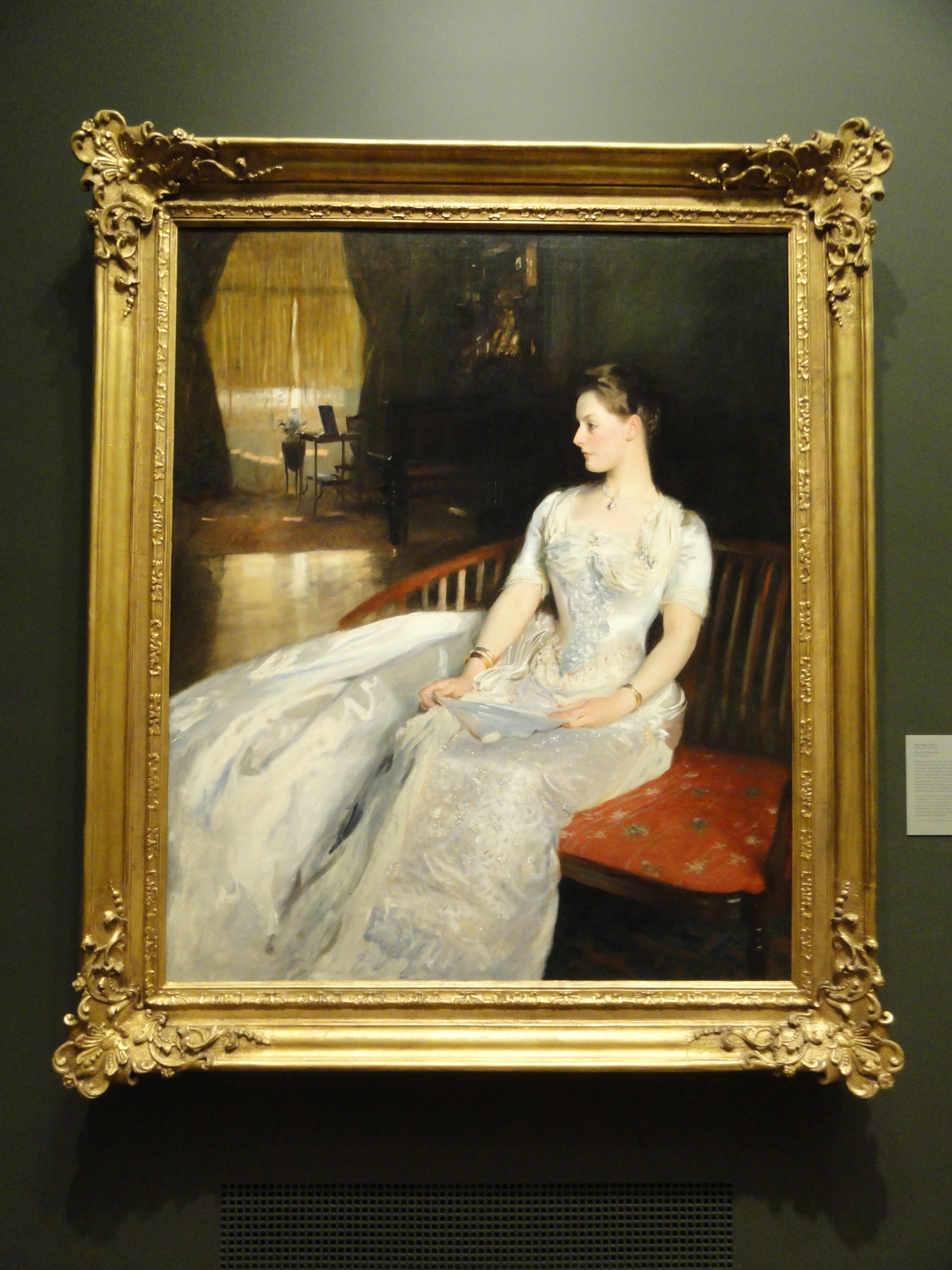
ジョン・シンガー・サージェント 『セシル・ウェイド夫人の肖像』1886年
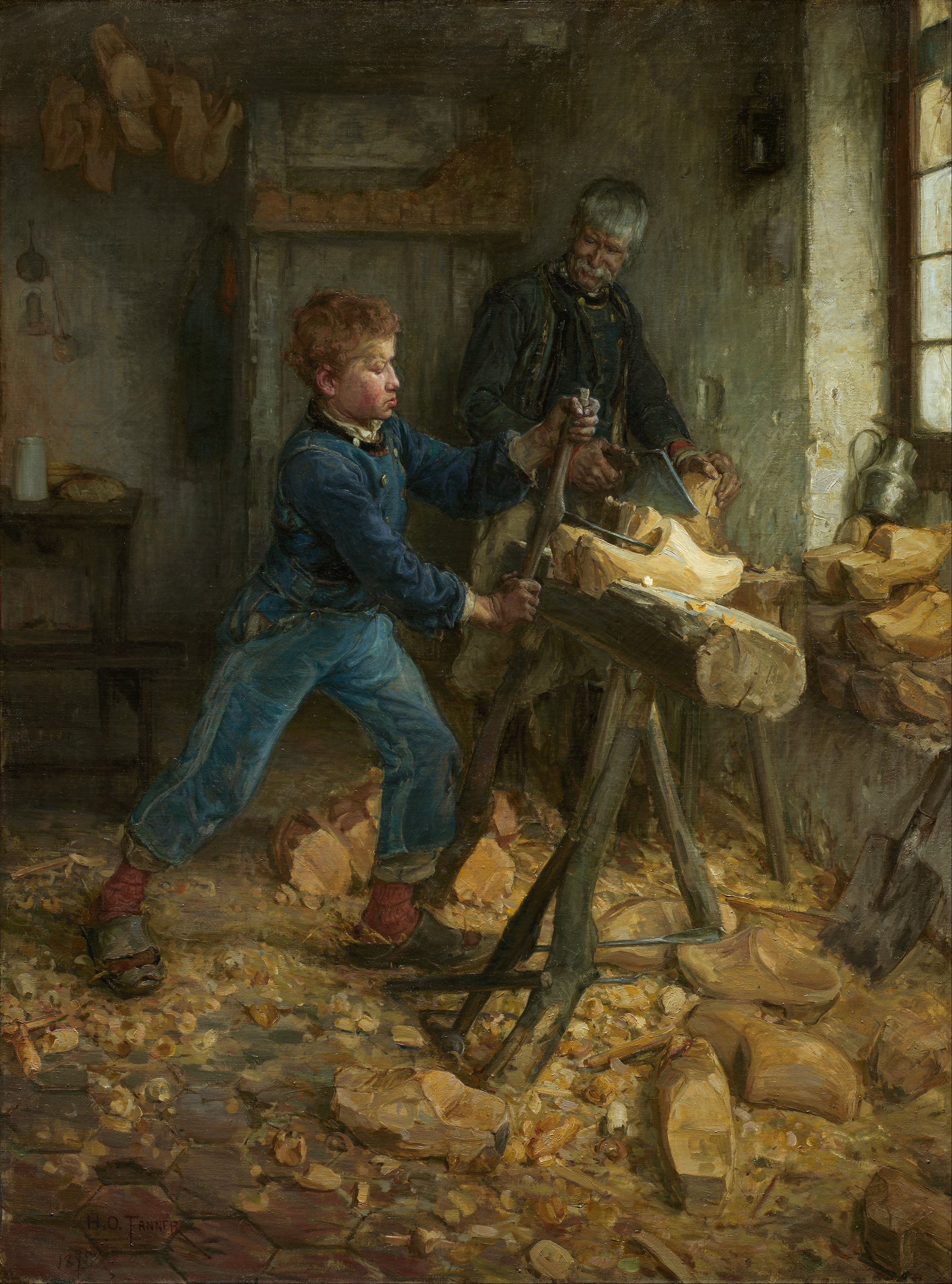
ヘンリー・オサワ・タナー The Young Sabot Maker, 1895年
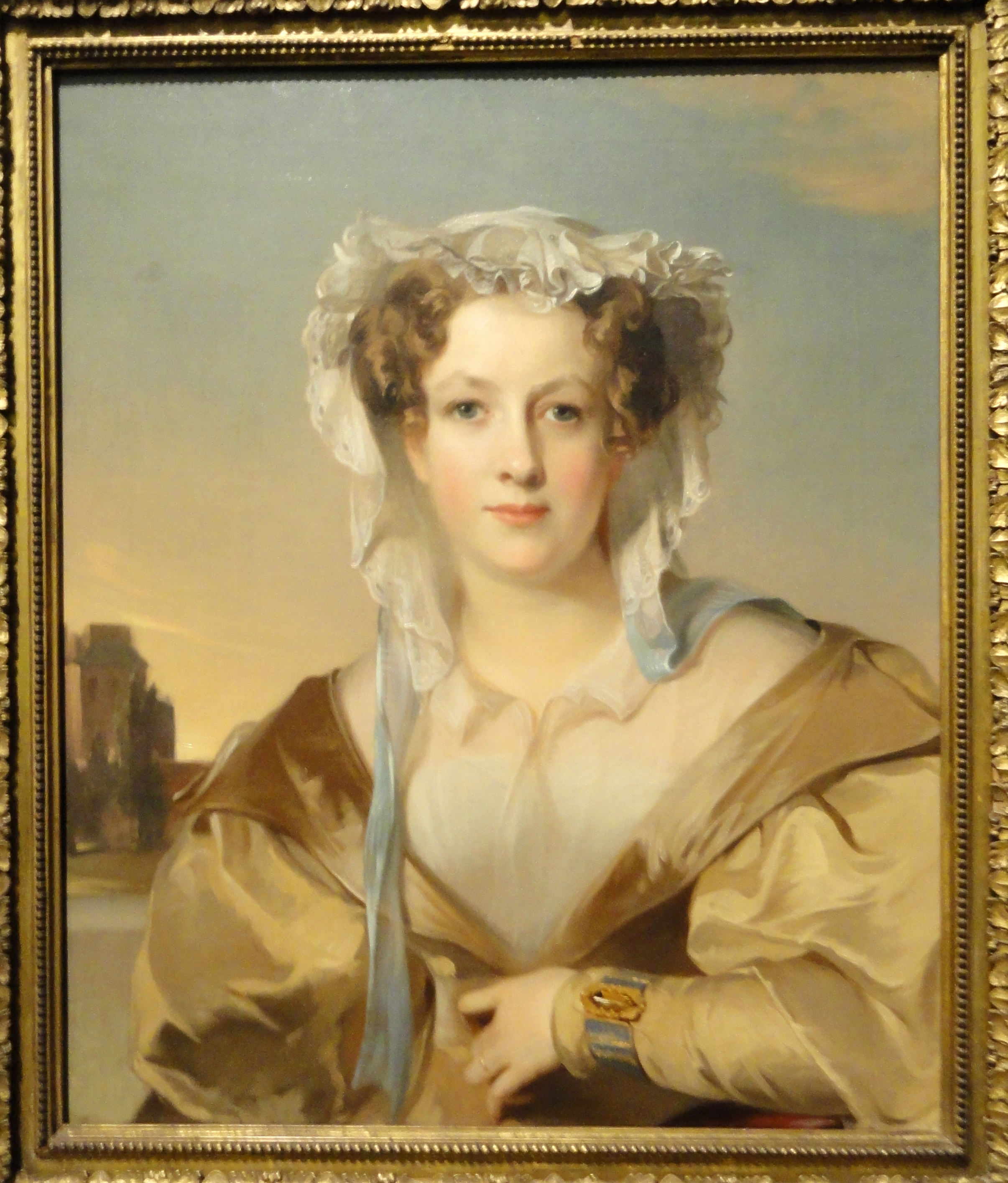
トマス・サリー Portrait of a Woman 1831年
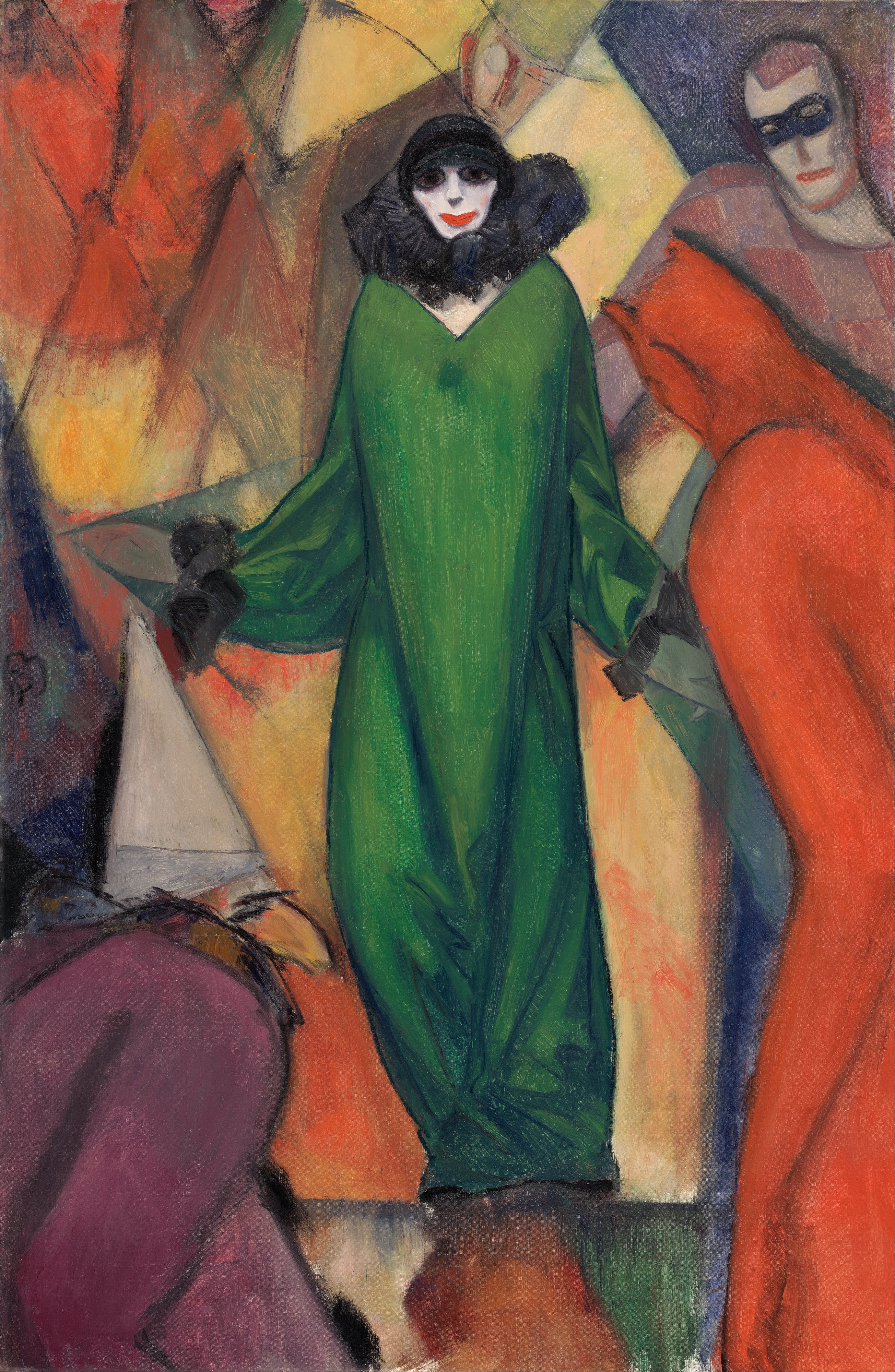
アルベルト・ブロッホ, The Green Domino, 1913年

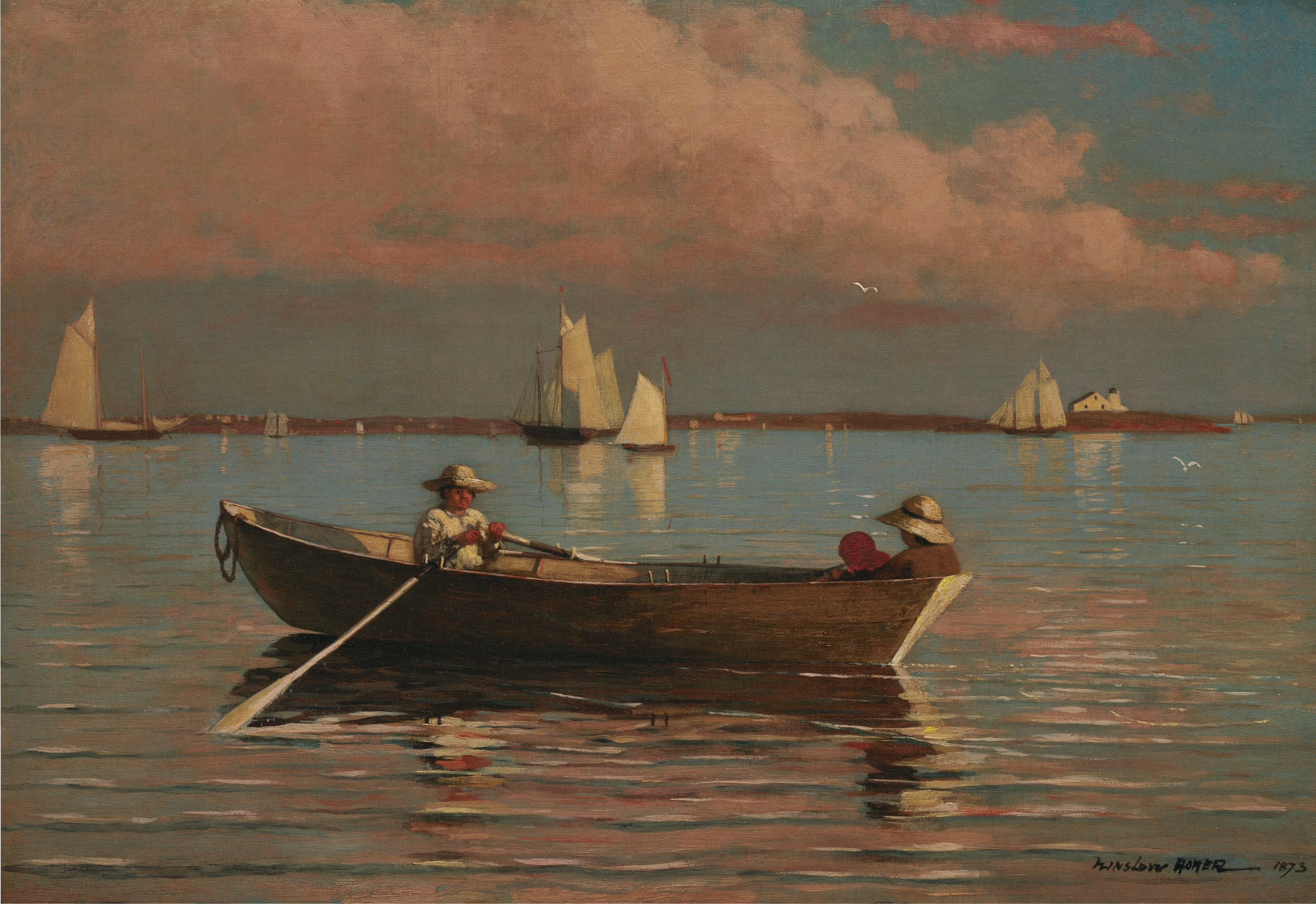
ウィンスロー・ホーマー, Gloucester Harbor, 1873年, gift of the Enid and Crosby Kemper Foundation
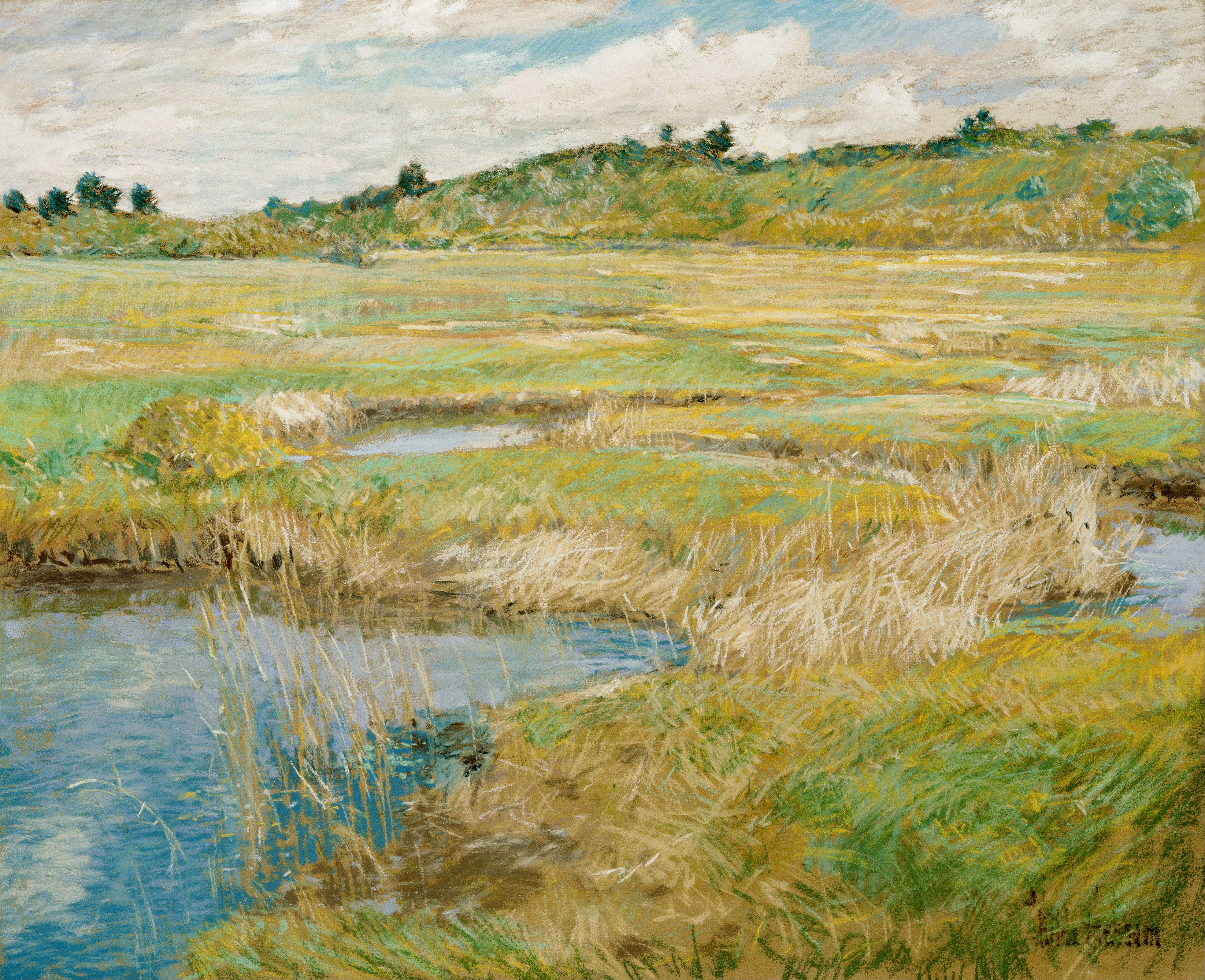
フレデリック・チャイルド・ハッサム, The Concord Meadow, 1891年
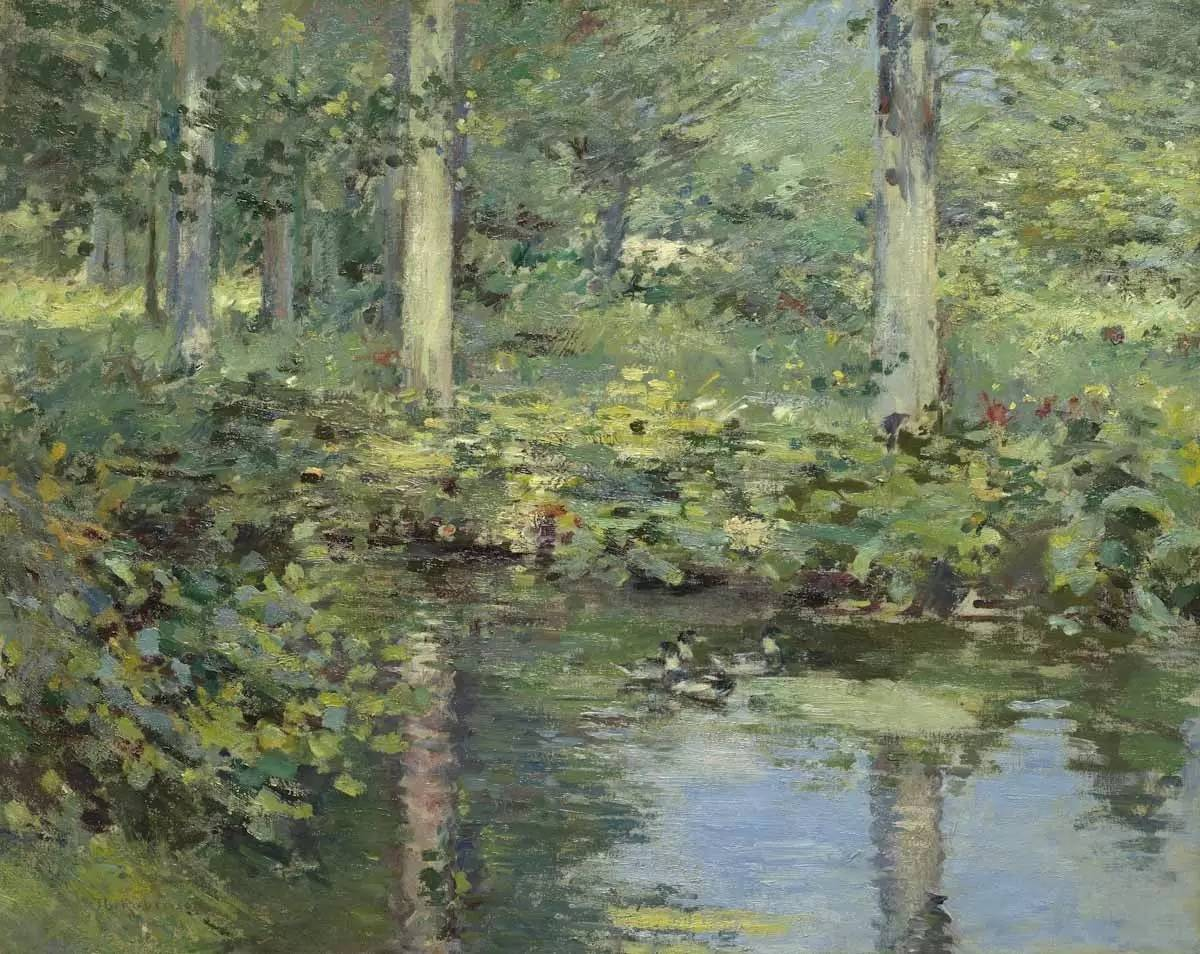
セオドア・ロビンソン "The Duck Pond" 1890年頃

### 写真
2006年、ホールマーク・カード (Hallmark Cards) の会長であるドナルド・J・ホール・シニアはホールマーク・フォトグラフィック・コレクションをネルソン・アトキンス美術館に寄贈した。このコレクションは1839年から現代まで網羅しており、 サウスワース・アンド・ハウス、カールトン・ワトキンズ、ティモシー・H・オサリバン、アルヴィン・ラングダン・コバーン、アルフレッド・スティーグリッツ、ドロシア・ラング、ハリー・キャラハン、リー・フリードランダー、アンディ・ウォーホル、トッド・ウェッブ、シンディ・シャーマンの作品が含まれている。

### カンザスシティ彫刻公園

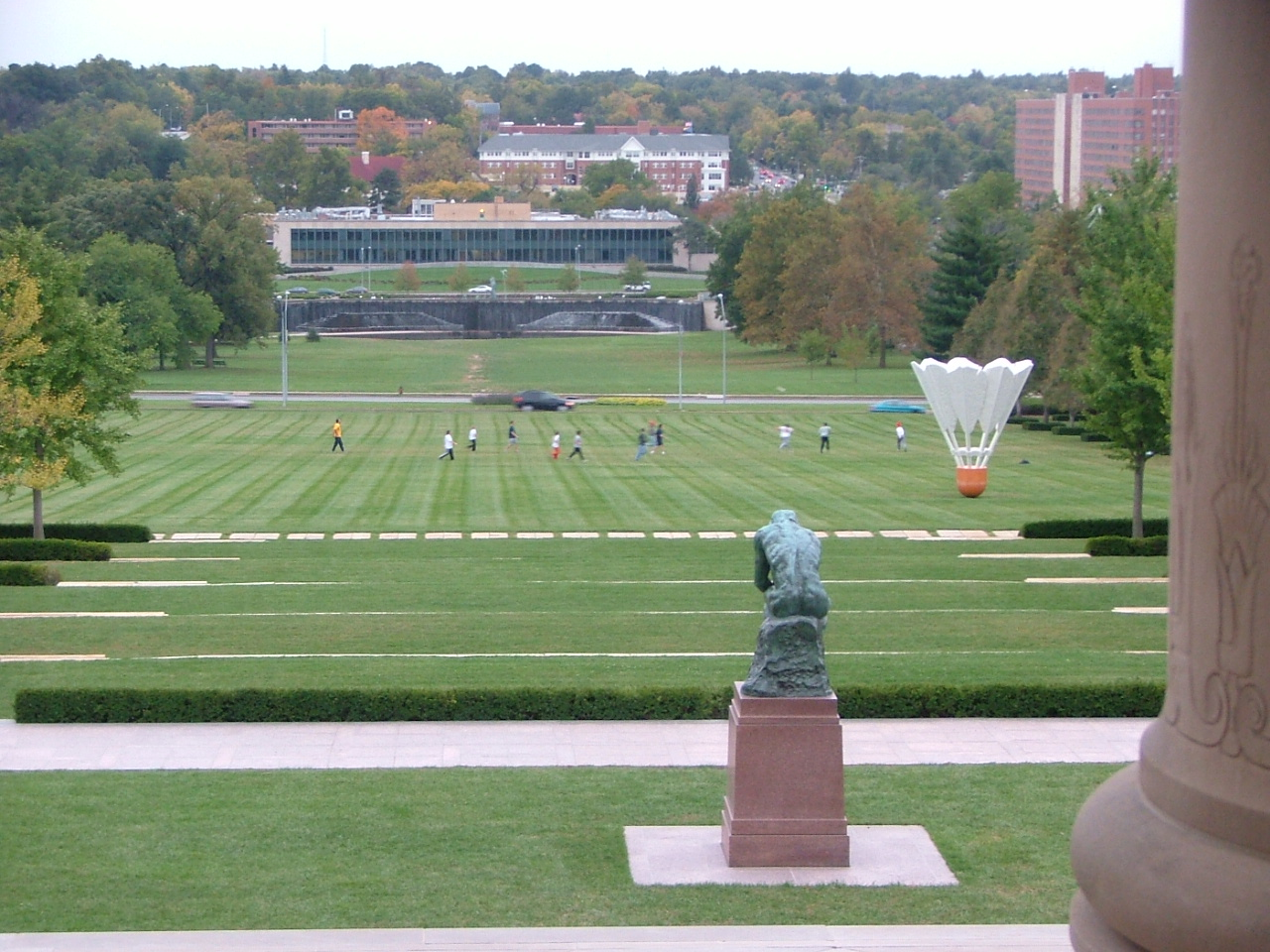
彫刻公園と「Shuttlecock」

美術館の外には広大な芝生が広がっており、その中に彫刻公園がある。ヘンリー・ムーアのブロンズ作品は最も規模が大きい。その他 アレクサンダー・カルダー、オーギュスト・ロダン、ジョージ・シーガル、マーク・ディ・スヴェロなども所蔵している。またクレス・オルデンバーグとコーシャ・ヴァン・ブリュッゲンによる、バドミントンのシャトルを模したインスタレーションもある。

### その他
加えて、ヨーロッパやアメリカの彫刻、装飾美術、古代エジプト美術、ギリシャ及びローマ時代の芸術品、コンテンポラリー・アート、イングランドの陶器など幅広い所蔵品を抱える。
火・水曜日は休館、月・木・土・日曜日は午前10時から午後5時まで、金曜日のみ午前10時から午後9時まで開館している。ソーシャルディスタンスを目的に、訪問者はインターネットまたは電話で時間指定の入場券を予約する必要がある。